# Rock the World (Third World)
Rock the World è un album discografico dei Third World, pubblicato dalla casa discografica CBS Records nel 1981.
Il gruppo giamaicano ottiene un altro significativo hit (Top Ten britanniche) con il brano: Dancing on the Floor (Hooked on Love).

## Tracce
Lato A
East Side
1. Rock the World – 3:46 (Steven Cat Coore)
2. Spiritual Revolution – 5:11 (Bunny Clarke (William Rugs Clarke))
3. Who Gave You (Jah Rastafari) – 4:26 (Bunny Clarke (William Rugs Clarke))
4. Dubb Music – 3:47 (Bunny Clarke (William Rugs Clarke))
5. Shine Like a Blazing Fire – 3:47 (Michael Ibo Cooper)

Lato B
West Side
1. Dancing on the Floor (Hooked on Love) – 5:32 (Bunny Clarke (William Rugs Clarke))
2. There's No Deep to Question Why – 3:48 (Steven Cat Coore, Michael Ibo Cooper)
3. Peace and Love – 4:14 (Willie Stewart)
4. Standing in the Rain – 3:10 (Michael Ibo Cooper)
5. Hug It Up – 4:45 (Steven Cat Coore)

## Musicisti
Rock the World
- Michael Cooper (Ibo) - clavinet, organo hammond, sintetizzatore (prophet 5), accompagnamento vocale-cori
- Steven Coore (Cat) - basso, voce solista, armonica, chitarra solista, accompagnamento vocale-cori
- Richard H. Daley (Richie) - chitarra ritmica
- Irving Jarrett (Carrot) - cowbell
- William Stewart (Willie) - batteria
- William Clarke (Rugs) - accompagnamento vocale-cori

Spiritual Revolution
- Michael Cooper (Ibo) - organo hammond B-3, grand piano, sintetizzatore (prophet 5), accompagnamento vocale-cori
- Steven Coore (Cat) - chitarra solista, accompagnamento vocale-cori
- Richard H. Daley (Richie) - basso, cowbell, accompagnamento vocale-cori
- Irving Jarrett (Carrot) - congas, cowbell, accompagnamento vocale-cori
- William Stewart (Willie) - batteria, legni (wood-ago-go-bell)
- William Clarke (Rugs) - voce solista, chitarra ritmica, accompagnamento vocale-cori

Who Gave You (Jah Rastafari)
- Michael Cooper (Ibo) - sintetizzatore (prophet 5), grand piano, accompagnamento vocale-cori
- Valerie Von Pechy - arpa (withecup-harp)
- Steven Coore (Cat) - basso, chitarra (damping guitar), accompagnamento vocale-cori
- Richard H. Daley (Richie) - chitarra ritmica
- Irving Jarrett (Carrot) - percussioni (akete drum, bell chimes, tamburello)
- William Stewart (Willie) - batteria, tuono (roaring thunder), tympani
- William Clarke (Rugs) - voce solista, chitarra acustica, accompagnamento vocale-cori

Dubb Music
- Michael Cooper (Ibo) - sintetizzatore (prophet 5), grand piano, organo hammond, clavinet, accompagnamento vocale-cori
- Steven Coore (Cat) - chitarra ritmica, chitarra solista, accompagnamento vocale-cori
- Richard H. Daley (Richie) - basso
- Irving Jarrett (Carrot) - percussioni (akete e conga drums)
- William Stewart (Willie) - batteria
- William Clarke (Rugs) - voce solista, cabasa, accompagnamento vocale-cori

Shine Like a Blazing Fire
- Michael Cooper (Ibo) - grand piano, voce solista, percussioni (funde drum), accompagnamento vocale-cori
- Steven Coore (Cat) - chitarra solista, chitarra (damping guitar), accompagnamento vocale-cori
- Valerie Von Pechy - arpa (withecup-harp)[2]
- Richard H. Daley (Richie) - basso
- Irving Jarrett (Carrot) - percussioni (akete e conga drums)
- William Stewart (Willie) - percussioni (traps e funde drums)
- William Clarke (Rugs) - chitarra ritmica, accompagnamento vocale-cori

Dancing on the Floor (Hooked on Love)
- Michael Cooper (Ibo) - organo hammond, sintetizzatore (prophet 5), pianoforte (rhodes), accompagnamento vocale-cori
- Steven Coore (Cat) - chitarra solista, chitarra (sintetizzata), accompagnamento vocale-cori
- Richard H. Daley (Richie) - basso
- Irving Jarrett (Carrot) - percussioni (9/16 e 1/2 open end spanners, bongos)
- William Stewart (Willie) - batteria, timbales
- William Clarke (Rugs) - voce solista, accompagnamento vocale-cori

There's No Deep to Question Why
- Michael Cooper (Ibo) - sintetizzatore (prophet 5), pianoforte (grand piano), accompagnamento vocale-cori
- Steven Coore (Cat) - chitarra solista, voce solista, chitarra ritmica, campane tubolari (tubular bell), accompagnamento vocale-cori
- Richard H. Daley (Richie) - basso
- Irving Jarrett (Carrot) - percussioni (wood ago-go bell, bell of three)
- William Stewart (Willie) - batteria
- William Clarke (Rugs) - accompagnamento vocale-cori

Peace and Love
- Michael Cooper (Ibo) - sintetizzatore (prophet 5), pianoforte (grand piano), clavinet, accompagnamento vocale-cori
- Steven Coore (Cat) - basso, accompagnamento vocale-cori
- Richard H. Daley (Richie) - chitarra ritmica
- Irving Jarrett (Carrot) - percussioni (congas, wood claps)
- William Stewart (Willie) - batteria, percussioni (bottle of green, wood claps)
- William Clarke (Rugs) - voce solista, accompagnamento vocale-cori

Standing in the Rain
- Michael Cooper (Ibo) - sintetizzatore (prophet 5), pianoforte (grand piano), accompagnamento vocale-cori
- Steven Coore (Cat) - basso, accompagnamento vocale-cori
- Richard H. Daley (Richie) - chitarra solista
- Irving Jarrett (Carrot) - percussioni (wood claps)
- William Stewart (Willie) - batteria, percussioni (wood claps)
- William Clarke (Rugs) - chitarra ritmica, chitarra acustica, accompagnamento vocale-cori

Hug It Up
- Michael Cooper (Ibo) - sintetizzatore (prophet 5), pianoforte (grand piano), organo hammond
- Steven Coore (Cat) - chitarra solista, sea gull sounds
- Richard H. Daley (Richie) - basso
- Irving Jarrett (Carrot) - percussioni (cong swivel harp, talk drum, jah jah rag, cabasa, bongos)
- William Stewart (Willie) - batteria, timbales
- William Clarke (Rugs) - chitarra ritmica[3]

Note aggiuntive
- Third World - produttori, produttori esecutivi (Third World LTD)
- Registrazioni (e mixaggi) effettuati al Criteria Recordings Studios di Miami, Florida
- Third World, Michael Cooper e Bruce Hensal - ingegneri delle registrazioni e dei mixaggi
- Patrice Carroll, Robert Stewart, Vishwaka Wadinambiaratchi - assistenti ingegneri del suono
- Bobby Bootheel - album art concept
- Mark Diamond - fotografie
- Mark Paternostro - cover art[4]